# Viridasiidae
Famille
Les Viridasiidae sont une famille d'araignées aranéomorphes.

## Distribution
Les espèces de cette famille se rencontrent à Madagascar, aux Comores et au Brésil.

## Paléontologie
Cette famille n'est pas connue à l'état fossile.

## Liste des genres
Selon World Spider Catalog (version 24, 07/03/2023) :
- Mahafalytenus Silva-Dávila, 2007
- Viridasius Simon, 1889
- Vulsor Simon, 1889

## Systématique et taxinomie
Cette famille a été décrite par Lehtinen en 1967 comme une sous-famille des Ctenidae. Elle est élevée au rang de famille par Polotow, Carmichael et Griswold  en 2015.
Cette famille rassemble 14 espèces dans trois genres.

## Publication originale
- Lehtinen, 1967 : « Classification of the cribellate spiders and some allied families, with notes on the evolution of the suborder Araneomorpha. » Annales Zoologici Fennici, vol. 4, p. 199-468.